# 舊社 (雲林縣)
舊社，是台灣雲林縣斗南鎮的一個傳統地域名稱，位於該鎮中部。相較於今日行政區，其範圍大致包括阿丹里北端、東仁里東南半部、舊社里、南昌里南部。

## 歷史
台灣清治末期至日治初期，舊社地區為一街庄，稱為「舊社庄」，隸屬於他里霧堡。該庄北與他里霧庄為鄰，東與新庄為鄰，南邊為阿丹庄、林仔庄，西邊為五間厝庄。
1901年（日治明治三十四年）11月，全台廢縣廳改設二十廳，該庄隸屬於斗六廳。1903年（明治三十六年）6月，該庄編入「他里霧區」，隸屬於斗六廳。1909年（明治四十二年）10月，合併二十廳為十二廳，他里霧區改隸屬於嘉義廳。1920年（大正九年），全台地方制度大改正，廢十二廳改設五州二廳，該庄改制為「舊社」大字，隸屬於臺南州斗六郡斗南庄。1940年，斗南庄升格為斗南街。
戰後斗南街改制為斗南鎮，隸屬於臺南縣，大字亦改制為里。1950年10月，雲、嘉、南分治，斗南鎮改隸屬雲林縣。

## 聚落
本地區發展較早的聚落為舊社，在日治期初期的官方地圖上已有記載。

## 交通
台鐵縱貫線是台灣西部南北鐵路幹線，大致以東北—西南走向轉北北東—南南西走向經過舊社地區西北部，以及西部邊界南側地帶。境內未設站，但斗南車站即在北部邊界外緣，屬二等站，停靠部分自強號及全部的莒光號及區間車。由此可前往台鐵沿線各站。
國道1號又稱「中山高速公路」，是貫穿台灣西部的兩條縱向高速公路之一，大致以東北微北—西南微南走向經過本地區西部邊界外不遠處，並與省道台78線（東西向快速公路－台西古坑線）交會於本地區正西方雲林系統交流道。北側最近的一般交流道是縣道158號交會處的斗南交流道；南側最近的是縣道162號交會處的大林交流道。由此等可快速前往國道1號沿線各地，或經由雲林系統交流道轉省道台78線快速前往雲林縣西部及東部。
省道台78線即「東西向快速公路－台西古坑線」，是雲林縣境內的東西向快速公路，大致以西南西—東北東走向經過本地區東南端凸出部分。境內未設交流道，最近的是位於本地區西南郊省道台1線交會處的斗南交流道。由此向西可前往虎尾南部、土庫、元長北部、東勢、台西等地；向東可前往古坑、高厝林子頭的東側端點（古坑端）並止於國道3號古坑系統交流道；亦可於雲林系統交流道轉接國道1號前往台灣西部南北各地。
省道台1線（延平路二段～三段）又稱「縱貫公路」，是台北至屏東楓港的傳統平面幹道，大致以北北東—南南西走向經過本地區西部邊界地帶，並位於鐵路以西。由該道路向北北東轉北可經斗南市區前往虎尾東北部、莿桐西南部、西螺等地，向南南西可前往大埤東界、大林、溪口東部、民雄等地。
縣道158甲線（忠孝路）是台西鄉崙子頂至竹山鎮桶頭的道路，大致以西北微西—東南微東走向經過本地區東北端。由該道路向西北微西經斗南市區可前往虎尾南端、土庫、褒忠、東勢北部、台西等地；向東南微東可前往古坑、竹山鎮桶頭地區並止於其中部偏北的縣道149號路口。
縣道158乙線（仁愛路）是斗南鎮小東至古坑鄉永光（實際終點在麻園）的道路，大致以西北—東南走向經過本地區東部。由該道路向西北可前往斗南市區、小東小東並止於其西部邊界外緣的縣道158號路口；向東南可前往阿丹、麻園並止於省道台3線路口。
鄉道雲85-1線（建國三路）是斗南市區西側外環道，其南側端點位於本地區西部邊界中央偏南的省道台1線路口。由此向西北西出境後繞彎道轉西北再繞彎道轉北，可前往五間厝、大東東南端、斗南市區並止於其東北側的省道台1線另一路口。
鄉道雲185線（信義路）是斗南至石龜溪的道路，大致以縱向蜿蜒經過本地區中部偏西地帶。由該道路向北轉東北可前往斗南市區中部偏東南並止於縣道158甲線、158乙線共線陸橋（福德陸橋）下的忠孝路路口；向南經省道台78線（東西向快速公路－台西古坑線）高架橋下可前往可前往林子、石龜溪並止於鄉道雲188線路口。